# Ressen
Ressen est un village situé dans la commune néerlandaise de Lingewaard, dans la province de Gueldre. Le 1er janvier 2006, le village comptait 219 habitants.